# Omvägar till Santiago
Omvägar till Santiago (nederländska: De omweg naar Santiago) är en reseskildring från 1992 av den nederländske författaren Cees Nooteboom. Den handlar om Jakobsleden, pilgrimsleden från Frankrike till Santiago de Compostela i Spanien. Boken utgavs på svenska 1999 i översättning av Annika Johansson.